# 高崎宗司
高崎宗司（たかさき そうじ、1944年 - ）は、日本の歴史学者、韓国問題評論家、津田塾大学名誉教授。アジア女性基金運営審議会委員長。

## 略歴
茨城県生まれ。1967年東京教育大学日本史専攻卒、同大学院文学研究科修士課程中退。1987年津田塾大学学芸学部助教授、1991年同教授。1995年に朝鮮植民地支配に対する謝罪と賠償を日本政府に求める運動をしていたことを和田春樹に認められ、アジア女性基金運営審議会委員に推薦された。2000年から日朝国交促進国民協会諮問委員。2013年まで津田塾大学国際関係学科教授。

## 評価
- 秦郁彦によると、大学紛争時に東京教育大学の全共闘系幹部として「暴れた経験」の持ち主だという[3]。秦と高崎は、アジア女性基金において、ともに資料委員会委員を務めたが、秦が同基金への報告書を寄稿すると、秦が300万の外地所在兵士に対して、1日当たりの接客数5人とすれば、必要な慰安婦数は1万7600人になると書いた部分を、高崎は、1万9726人のはず、帰って電卓で計算し直しなさい、実に雑ではないかと嫌味を言ったが、秦が帰宅して計算してみると、計算ミスは高崎の方であり、秦は「ダメモトで叩いておく手法も、連中の得意技と見える」と評している[3]。1998年11月20日の資料委員会の定例会合で、秦と高崎と和田春樹の3人で論争となり、秦は、高崎の1996年の著書『検証日韓会談』に、「国内法として『補償法』を制定するなりして、元慰安婦などに補償することが必要であろう」とあり、「あなたが基金に入ってから一年半、資料委員会が発足して直後の時点だ。これは国家補償派の論理そのもので基金の根本原則に背反すると思うが」とただし、高崎は「建前はそうでもホンネでは国家補償すべしと考えている人が基金には多い。お金を上積みすればよいのだ」と反論し、秦は「それではあなたは国家補償派のスパイということにならないか。そうと知っていたら私は資料委員会には入らなかった」と発言、高崎は「スパイではない」と反論、秦は「エージェントと言い直したい」と発言、泥仕合となったが、秦は「建前はともかく、本籍は国家補償派に残してあること、勘ぐれば最初から基金を乗っとるために入ってきたらしいことがわかったのは収穫だった」と述懐している[4]。また秦は、高崎の著書『検証日韓会談』のくだりも、仲間に対するアリバイと考えれば辻褄が合うと評している[4]。秦は高崎を和田の「走狗」として、「裕仁天皇が死んだ」「金学順さん（慰安婦第一号）は……97年にお亡くなりになられました」と書きわけるたぐいの人と評している[5]。
- 萩原遼は、高崎と和田春樹の編著『北朝鮮本をどう読むか』（明石書店、2003年）を「北朝鮮にかんする本の著者十数人に対する悪口雑言を書き連ねたまことに下品な本」と評している[6]。
- 鄭大均は「90年代以後の韓国に流行したのは、この恥ずべき分身（北朝鮮）との運命共同性を強調する態度であり、それにエールを送る日本側の実践も少なくない。和田春樹、高崎宗司、姜尚中、石坂浩一、木宮正史といった面々による著作がそれで、彼らは韓国の盟友とともに北朝鮮の王朝にモラル・サポートを与えているのであり、その影響力はあなどれない。」と評している[7]。
- 鄭大均は、エドウィン・O・ライシャワーが「言語であれ、基本的な文化性向であれ、旧植民地であるだけに近代的な諸機構であれ、日本にいちばん近い国は韓国である。だが日本人と朝鮮人との間には、親近感も温かい感情も存在していない。後者にしてみれば、日本に植民地支配を受けた記憶が残っているだけに、日本への嫌悪感が育ち、それは教育を通じ、次の世代に引き継がれていく。しかし日本への強い怨念と裏腹をなすのは、口には出さないが日本に対する尊敬の念である。彼らは日本に範をとることで、最高の敬意を払っている。他方、日本人は朝鮮人を軽蔑する傾向がある。朝鮮は自分たちがかつて統治した後進国に過ぎず、日本在住の朝鮮人は厄介な少数派とみなされている」と述べていることを[8]、「韓国人は日本への『強い怨念と裏腹』に『尊敬の念』を抱いていることを、ライシャワーが指摘したことの意義は大きい。韓国人と日本人の眺め合いや相互イメージに見てとれるアンビバレンスの性格は、無視・軽視されることが多いからである」「日韓の眺め合いをテーマにした戦後の議論は、このアンビバレンスの一方にのみ依拠して日本の加害者性や差別性を語ろうとした。この分野を代表する旗田巍、梶村秀樹、和田春樹、高崎宗司といったリベラル系研究者たちは、たとえば日本統治期の韓国人の思考や感情を語るとき、韓国人の日本に対する『恨』や『抵抗』は語っても、『憧憬』や『協力』や『暗黙の了解』を語ることはしなかったのである。日本に対する『尊敬の念』に言及したライシャワーの指摘は、その意味で貴重である」と述べている[9]。

## 著書
- 『朝鮮の土となった日本人 浅川巧の生涯』草風館 1982
- 『「妄言」の原形 日本人の朝鮮観』木犀社 1990、増補版2014ほか
- 『「反日感情」韓国・朝鮮人と日本人』講談社現代新書 1993
- 『検証日韓会談』岩波新書 1996
- 『中国朝鮮族 歴史・生活・文化・民族教育』明石書店 1996
- 『植民地朝鮮の日本人』岩波新書 2002
- 『検証 日朝交渉』平凡社新書 2004
- 『津田仙評伝 もう一つの近代化をめざした人』草風館 2008

## 共編著
- 『分断時代の民族文化 韓国《創作と批評》論文選』和田春樹共編　社会思想社　1979
- 柳宗悦『朝鮮を想う』筑摩叢書 1984　編
- 『歴史教科書と国際理解』岩波ブックレット 1991
- 『岩波講座 近代日本と植民地』（全8巻、岩波書店、1993）

編集委員：浅田喬二・三谷太一郎・大江志乃夫・小林英夫・高崎宗司・若林正丈・川村湊
- 『浅川巧全集』編　草風館　1996
- 『韓国民芸の旅』編著　草風館　2001、増補版2012
- 『浅川巧 日記と書簡』編　草風館　2003
- 『北朝鮮本をどう読むか』和田春樹共編著　明石書店　2003
- 浅川巧『朝鮮民芸論集』岩波文庫　2003　編
- 『回想の浅川兄弟』深澤美恵子、李尚珍共編　草風館　2005
- 『帰国運動とは何だったのか 封印された日朝関係史』朴正鎮共編著　平凡社　2005
- 『検証 日朝関係60年史』和田春樹共著　明石書店　2005

## 翻訳
- 『金大中獄中書簡』和田春樹・金学鉉共訳、岩波書店　1983、新版2009
- 姜万吉『韓国現代史』高麗書林　1985
- 李泳禧『分断民族の苦悩』御茶の水書房　1985　韓国現代社会叢書
- 黄晳暎『客地 ほか五篇』岩波書店　1986
- 姜東鎮『韓国から見た日本近代史』青木書店　1987
- 韓国民衆史研究会編著『韓国民衆史 現代篇 (1945～1980)』木犀社　1987
- 韓国民衆史研究会編著『韓国民衆史 近代篇 (1875～1945)』木犀社　1989
- キム・ジハ『飯・活人』中野宣子共編訳　御茶の水書房　1989
- 黄晳暎『武器の影』林裔、佐藤久共訳　岩波書店　1989
- 『韓洪九の韓国現代史 韓国とはどういう国か』監訳　平凡社　2003
- 『韓洪九の韓国現代史 2』監訳　平凡社　2005